# Trichurus cylindricus
Trichurus cylindricus är en svampart som beskrevs av Clem. & Shear 1896. Trichurus cylindricus ingår i släktet Trichurus och familjen Microascaceae.   Inga underarter finns listade i Catalogue of Life.